# Babyco
『babyco』（ベビコ）は、株式会社ニコ・ワークスが2007年から発行しているフリーマガジンである。
また、2011年よりデジタル版フリ－マガジンとして会員向けメルマガの配信、2015年よりWEB版『babyco』が公開されている。

## 概要
2007年10月に「子育てから学ぼう」をコンセプトに創刊。現在は子育ての「わからないをわかるにかえる」を基盤に妊娠中から3歳までを中心に育児に関する情報を発信している。
創刊後は年間4冊のペースで刊行しており、フリーペーパー以外にもWebコンテンツ、会員制メールマガジン、SNSでも情報を発信している。
2019年より株式会社イオンリテールが運営するベビー・キッズの大型専門店「KIDS REPUBLIC」にて、設置を開始した他、2022年8月より15周年事業を展開している。 

## 監修者
- 梶川 祥世

- 佐伯 潤
- 榊原 洋一
- 佐治量哉
- 田島 信元
- 広木 克行
- 福丸 由佳
- 皆川泰代
- 森口 佑介

- 山口 創

- 山田 悟
- 金子 光延
- 川上 洋平
- 横山洋子
- 佐々木 綾

- 鈴木 洋

- 橋本 直也
- 松村 亜里
- 善方 裕美